# Адміністративний поділ Філіппін

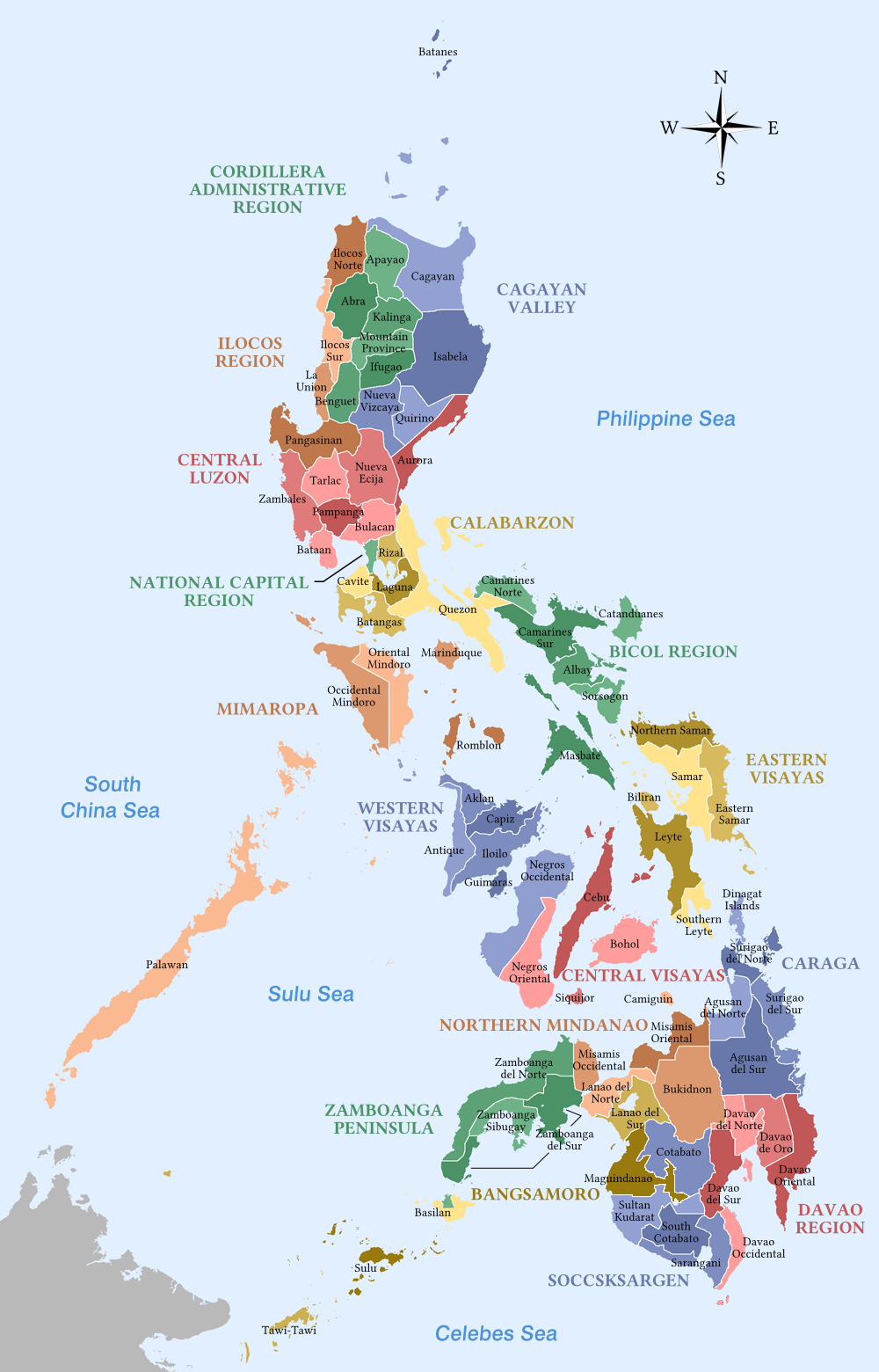
Адміністративний поділ Філіппін

Філіппіни адміністративно поділяються на 18 регіонів, які в свою чергу поділяються на 81 провінцію, 144 міста, 1 490 муніципалітети, та близько 42029 баранґаї.
Провінції поділяються на муніципалітети та незалежні міста. Муніципалітети та незалежні міста поділяються на баранґаї. Всі провінції, міста, муніципалітети і баранґаї обирають свої органи місцевого самоврядування та керівників. Існує також один Автономний регіон мусульманського Мінданао, який обирає власний уряд. Кожна провінція очолюється губернатором.

## Острівні групи
Філіппіни в цілому поділяються на три острівні групи: Лусон, Вісайські острови і Мінданао. Ці географічні утворення не мають своєї влади та управління, але дають назви деяким регіонам Філіппін.

## Регіони
Адміністративно Філіппіни поділяються на 18 регіонів.
| Регіон                                       | Короткий запис | Площа, км² | Населення, осіб 2015 | Провінції | Міста | Муніципалітети | Адміністративний центр |
| -------------------------------------------- | -------------- | ---------- | -------------------- | --------- | ----- | -------------- | ---------------------- |
| Ілокос                                       | I              | 12 840     | 5 026 128            | 4         | 8     | 116            | Сан-Фернандо           |
| Долина Кагаян                                | II             | 26 838     | 3 451 410            | 5         | 4     | 89             | Тугегарао              |
| Центральний Лусон                            | III            | 21 470     | 11 218 177           | 7         | 14    | 116            | Сан-Фернандо           |
| Калабарсон                                   | IV-A           | 16 229     | 14 414 774           | 5         | 18    | 129            | Каламба                |
| Мімаропа                                     | IV-B           | 27 456     | 2 963 360            | 5         | 2     | 71             | Калапан                |
| Бікол                                        | V              | 17 632     | 5 796 989            | 6         | 7     | 107            | Легаспі                |
| Західні Вісаї                                | VI             | 20 223     | 4 477 247            | 6         | 16    | 117            | Ілоіло                 |
| Центральні Вісаї                             | VII            | 14 951     | 7 396 898            | 4         | 16    | 116            | Себу                   |
| Східні Вісаї                                 | VIII           | 21 432     | 4 101 322            | 6         | 16    | 116            | Таклобан               |
| Півострів Замбоанга                          | IX             | 14 811     | 3 407 353            | 3         | 5     | 67             | Пагадіан               |
| Північне Мінданао                            | X              | 17 125     | 4 297 323            | 5         | 9     | 84             | Кагаян-де-Оро          |
| Давао                                        | XI             | 20 244     | 4 468 563            | 5         | 6     | 44             | Давао                  |
| Сокксксарген                                 | XII            | 18 433     | 4 109 571            | 4         | 5     | 45             | Коронадал              |
| Карага                                       | XIII           | 18 847     | 2 429 224            | 5         | 6     | 70             | Бутуан                 |
| Національний столичний регіон                | NCR            | 636        | 12 877 253           | -         | 16    | 1              | Маніла                 |
| Кордильєрський адміністративний регіон       | CAR            | 18 294     | 1 722 006            | 6         | 2     | 75             | Баґйо                  |
| Острівний регіон Негрос                      | NIR/XVIII      | 13 351     | 4 194 525            | 2         | 19    | 45             | Баколод                |
| Автономний регіон у Мусульманському Мінданао | ARMM           | 12 536     | 3 256 140            | 5         | 2     | 113            | Котабато               |